# Рейнгардт, Илья Андреевич
Илья Андреевич Рейнгардт (урожд. Девятов; род. 8 сентября 2003, Павлодар) — российский хоккеист, нападающий. Мастер спорта России (2023).

## Биография
Начинал заниматься хоккеем с трёх лет в родном Павлодаре. В возрасте 10 лет перешёл в омский «Авангард», получил российское гражданство. В сезоне 2020/21 дебютировал в команде МХЛ «Омские ястребы». Следующие два сезона отыграл с больным плечом, перенёс две операции. В сезоне 2023/24 дебютировал в КХЛ, также провёл по 8 матче й в МХЛ и в ВХЛ — за «Омские крылья».
Бронзовый (2022) и серебряный (2023) призёр чемпионата МХЛ.
5 июня 2025 года был обменян в «Ладу».